# Sjonhems kyrka
Sjonhems kyrka är en kyrkobyggnad i Sjonhem i Visby stift. Den är församlingskyrka i Vänge församling.

## Kyrkobyggnaden
Kyrkan har en stomme av natursten och består av ett rektangulärt långhus med ett smalare, rakt avslutat kor i öster. En vidbyggd sakristia ligger norr om koret. Vid långhusets västra kortsida finns ett lågt kyrktorn. Långhusets och korets södra väggar har varsin ingång. Ännu en ingång finns vid tornets västra vägg. Alla tre ingångarna har rundbågeomfattningar i två språng. Långhuset och det lägre koret täcks av branta sadeltak. Tornet har små kolonettförsedda ljusgluggar och kröns av en låg åttkantig tornspira med ljudöppningar under skärmtak. Långhusets båda tältvalv skiljs åt av en kraftig gördelbåge som vilar på konsoler. Triumfbågen och den låga tornbågen är båda svagt spetsbågiga. Koret har ett högt tältvalv, medan ringkammaren täcks av ett lågt valv som delvis är ett tältvalv och delvis ett romerskt kryssvalv.

### Tillkomst och ombyggnader
Kyrkans äldsta del är kyrktornet, som uppfördes vid början av 1200-talet. Tornet härstammar från en äldre kyrkobyggnad i romansk stil som uppfördes vid senare hälften av 1100-talet. Vid en restaurering 1936 påträffades grundrester av ursprungskyrkans långhus som var cirka åtta meter långt och fem meter brett. Några grundrester till koret påträffades ej. Vid 1200-talets mitt uppfördes nuvarande långhus och kor. Sakristian tillfogades så sent som 1818. Långhusets fyrkantiga fönster har tillkommit under senare tid. Korets rundbågefönster är däremot ursprungliga. Vid östra korväggen finns en ursprunglig trefönstergrupp.
En restaurering utfördes åren 1961 - 1962 under ledning av arkitekterna Erik Fant och Olle Karth. Ornamentala kalkmålningar i långhusets valvhjässor framtogs då. Målningarna tillkom troligen i samband med valvslagningen under mitten av 1200-talet. Medeltida glasmålningar finns bevarade i två av korets östra fönster. Fönstret vid norra sidan visar: Kristi födelse, konungarnas tillbedjan samt Jesu frambärande i Jerusalems tempel. Fönstret vid södra sidan visar: Lasaros återuppväckelse, Kristi intåg i Jerusalem samt Kristi förklaring.

## Inventarier
- Dopfunten av sandsten tillverkades av stenmästaren Hegvald vid slutet av 1100-talet.
- Predikstolen är från 1600-talet och målades 1785 av Johan Weller samt 1786 av C A Nordberg.
- På altaret finns ett processionskrucifix från 1300-talet. Detta är omramat av altaruppsatsen som snidades i trä 1735.
- Vid södra ingången finns ett stort vigvattenskärl av kalksten.

### Orgel
- 1964 bygger John Grönvall Orgelbyggeri, Lilla Edet, en mekanisk orgel. Tidigare användes ett harmonium.

| Manual       | Pedal   | Koppel  |
| Gedackt 8’   | Bihängd | Man/Ped |
| Rörflöjt 4’  |         |         |
| Principal 2’ |         |         |
| Nasat 1 1⁄3' |         |         |

## Bildgalleri

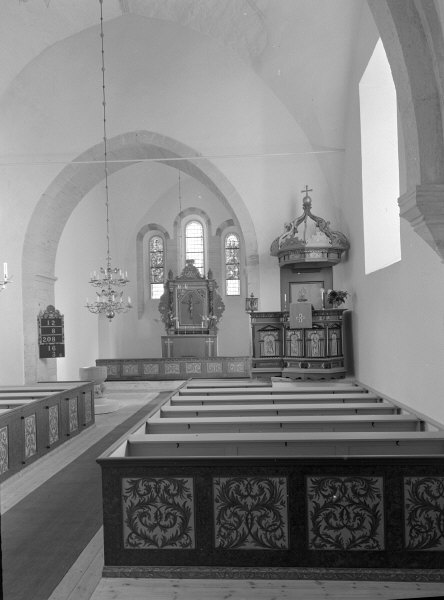
Interiör mot öster
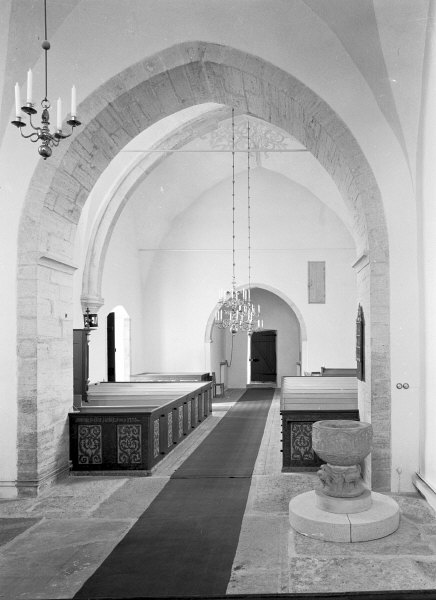
Kyrkorummet mot väster
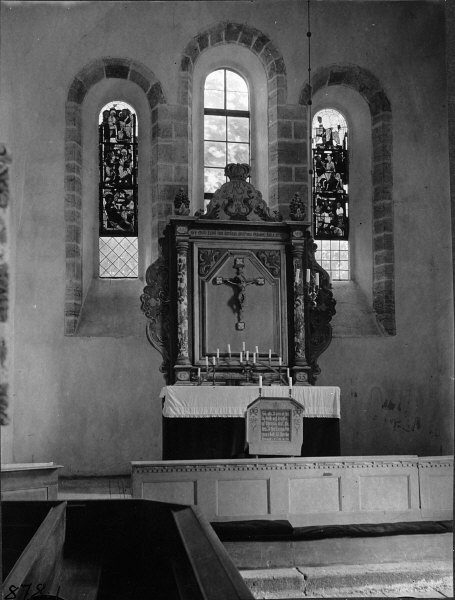
Koret med altaruppsatsen
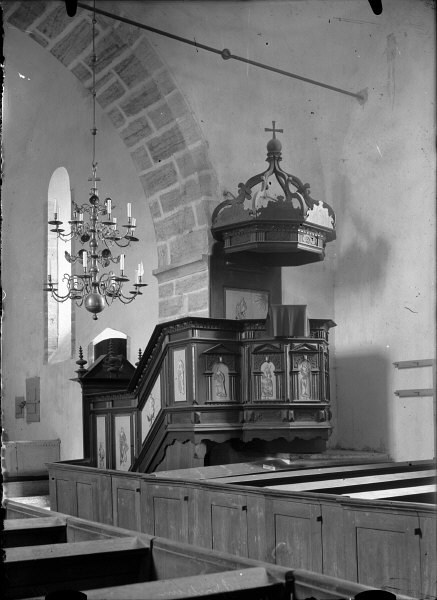
Predikstolen
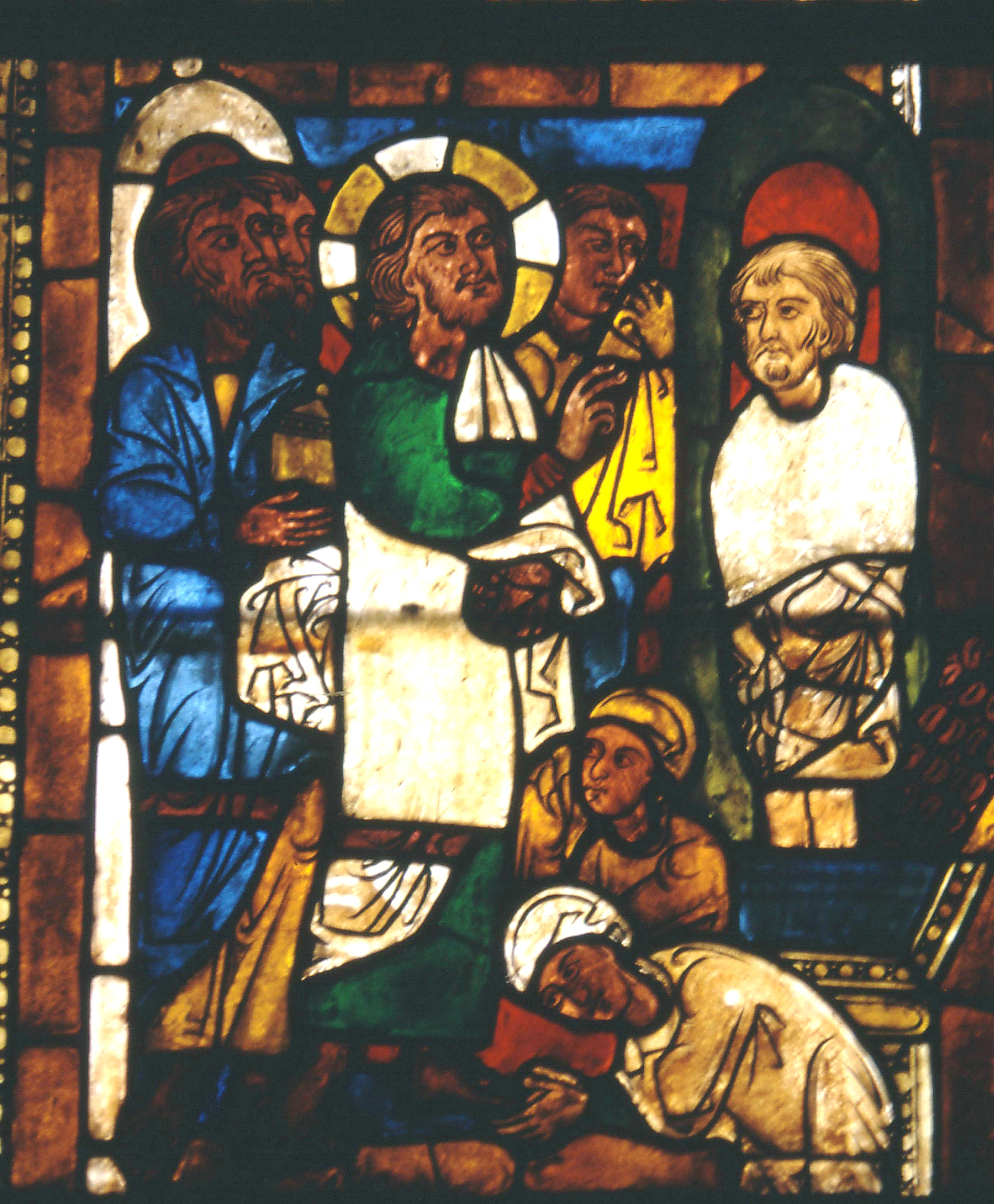
Glasmålning. Jesus uppväcker Lasaros

### Webbkällor
- byggnadspresentation
- anläggningspresentation
- guteinfo
- Orgelanders